# Marcelo Arriagada
Marcelo Arriagada Quinchel (Curicó, 22 de agosto de 1973) é um exciclista chileno, representou a Chile nos Jogos Olímpicos de Verão de 1996 e Jogos Olímpicos de Verão de 2004. É o irmão maior do também exciclista chileno Marco Arriagada.

## Biografia
Realizou a sua estreia em provas de primeiro nível da modalidade de pista em 1996, nos jogos olímpicos do mesmo ano, onde conseguiu o décima-sexto lugar em perseguição por equipa. Em 2004 participa dos jogos olímpicos do mesmo ano, onde não terminou a corrida.

## Palmarés

### Estrada
- 1998
  - 4.º na etapa 8, parte A, da Volta Ciclista de Chile

- 2000
  - 8.º na classificação final da Volta Ciclista de Chile
  - 3.º em Londerzeel, Amadors, Bélgica

- 2003
  - 5.º na etapa 2 de Volta Ciclista de Chile, Linares (Maule), Chile
  - 3.º na etapa 1 de Volta a Samora, Espanha

- 2004
  - 5.º na etapa 3 Volta Ciclista Líder ao Sur, (Volta por um Chile Líder) , Villarrica (Araucanía), Chile
  - 2.º na etapa 4 da parte A Volta Ciclista Líder ao Sur, (Volta por um Chile Líder) , Temuco (Araucanía), Chile
  - 2.º na etapa 1 de Volta Ciclista de Chile, Concepção (Bio-Bio), Chile
  - 2.º na etapa 7 de Volta Ciclista de Chile, Vila Alemã (Valparaíso), Chile
  - 4.º na etapa 8 de Volta Ciclista de Chile, Los Andes (Valparaíso), Chile
  - 5.º na etapa 9 de Volta Ciclista de Chile, Portillo (Valparaíso), Chile
  - 3.º na classificação final da Volta Ciclista de Chile

- 2005
  - 1° na etapa 7 de Volta Ciclista Líder ao Sur, (Volta por um Chile Líder), Concepção (Bio-Bio), Chile
  - 10.º na classificação final da Volta Ciclista de Chile

- 2010
  - 2.º na etapa 2 de Volta Ciclista Líder ao Sur, (Volta por um Chile Líder), Osorno, Chile
  - 3.º na etapa 3 de parte-a B de Volta Ciclista Líder ao Sur, (Volta por um Chile Líder), Máfil, Chile

- 2008
  - 1.º na etapa 4 de Volta a Mendoza, Las Heras (Santa Cruz), Argentina

### Pista
- 1996
  - 16° nos Jogos Olímpicos de Verão de 1996

- 2005
  - Retirou-se nos Jogos Olímpicos de Verão de 2004